# Thures
Thures (früher auch Thuraß) ist eine Ortschaft und eine Katastralgemeinde der Marktgemeinde Karlstein an der Thaya im Bezirk Waidhofen an der Thaya in Niederösterreich mit 38 Einwohnern (Stand 1. Jänner 2024).

## Geografie
Das nach Südwesten exponierte Dorf liegt nördlich von Karlstein und ist über die Landesstraßen L8072 oder L8154 erreichbar. Zur Ortschaft zählt weiters die Ortslage Brühlhäuser sowie das an der Thaya liegende Sägewerk Gerhartsmühle. Am 1. April 2020 umfasste die Ortschaft 31 Adressen.

## Geschichte
Im Jahr 1822 wurde der Ort als Dorf mit 28 Häusern genannt, das nach Obergrünbach eingepfarrt war, wohin auch die Kinder eingeschult wurden. Die Herrschaft Karlstein besaß die Ortsobrigkeit, übte die Landgerichtsbarkeit aus und besorgte die Konskription. Die Untertanen und Grundholde des Ortes gehörten der Herrschaft Karlstein und der Pfarre Raabs.
Laut Adressbuch von Österreich waren im Jahr 1938 in Thures ein Gastwirt mit Gemischtwarenhandel, ein Schmied und mehrere Landwirte ansässig. Beim Ort gab es weiters ein Sägewerk, zwei Elektrizitätswerke und eine Ziegelei. Thures war eine Ortschaft der Gemeinde Rossa. Im Zuge der Niederösterreichischen Kommunalstrukturverbesserung löste sich die damalige Gemeinde Rossa auf und Thures trat per 1. Jänner 1971 der Marktgemeinde Karlstein an der Thaya bei.

## Siedlungsentwicklung
Zum Jahreswechsel 1979/1980 befanden sich in der Katastralgemeinde Thures insgesamt 43 Bauflächen mit 15.979 m² und 54 Gärten auf 24.251 m², 1989/1990 gab es 47 Bauflächen. 1999/2000 war die Zahl der Bauflächen auf 117 angewachsen und 2009/2010 bestanden 57 Gebäude auf 115 Bauflächen.

## Bodennutzung
Die Katastralgemeinde ist landwirtschaftlich geprägt. 208 Hektar wurden zum Jahreswechsel 1979/1980 landwirtschaftlich genutzt und 197 Hektar waren forstwirtschaftlich geführte Waldflächen. 1999/2000 wurde auf 219 Hektar Landwirtschaft betrieben und 197 Hektar waren als forstwirtschaftlich genutzte Flächen ausgewiesen. Ende 2018 waren 216 Hektar als landwirtschaftliche Flächen genutzt und Forstwirtschaft wurde auf 197 Hektar betrieben. Die durchschnittliche Bodenklimazahl von Thures beträgt 26,5 (Stand 2010).